# Giù al Sud
(Dalla presentazione dell'autore)
Giù al Sud. Perché i terroni salveranno l'Italia è un libro del giornalista e scrittore Pino Aprile. Idealmente può essere considerato il seguito del best seller Terroni.

## Contenuto
Il libro, suddiviso in 52 capitoli, è la cronaca di un lungo viaggio a tappe nell'Italia meridionale.
1. Se anche il sole...
«Le analisi per giudicare il Sud sono svelte, perché il giudizio le precede. E quel giudizio è per sempre.» (p. 9)
2. Quale Sud
3. Il futuro sottotraccia
4. Sbig - I ragazzi del '73
5. Un bel posto, illuminato di rimbalzo
6. La dormiente ripudiata
7. I meridionali dovrebbero produrre solo frutta e ortaggi
8. Socrate
9. Il furto dell'acqua
10. Questo è il Sud: Soveria Mannelli
11. Questo è il Sud: rione Salicelle
12. Regioni di Mafia
13. Profumo di idee
14. Il tempo degli ulivi e quello degli uomini
15. I nomi della foresta perduta
16. Il tempo passa. Non ovunque
17. L'ABC del razzismo
18. Italia unita
19. Fucili parlati, fucili sparati
20. Elogio della "Restanza"
21. Bordello
22. Comprarsi la solitudine
23. Quote Sud
24. Eutanasia dell'industria meridionale
25. Non sapevo
26. + Sud
27. Neoborbonico
28. Il dito e la luna
29. Zitara
Sono presentate la figura e l'opera di Nicola Zitara, e in particolare il suo ultimo saggio: L'invenzione del mezzogiorno. Una storia finanziaria (2011).
30. D'origine
31. Di dove sei?
32. Il passato nemico
33. Il passato nemico e la bellezza persa
34. Dopo quanti «no» hanno ucciso Angelo?
La storia di Angelo Vassallo, sindaco di Pollica, ucciso il 5 settembre 2010 in un attentato di sospetta matrice camorristica[3].
35. Dov'è l'altrove?
36. I poeti estinti
37. La morte del sole
38. Messina, il risentimento
«L'opera della insipienza burocratica si mostra ogni giorno più nefasta dell'opera distruttrice perpetrata dalla cieca natura»[4].
39. Soluzione Vesuvio
40. Le bandiere di Casalduni e Pontelandolfo
«A nome del presidente della Repubblica italiana, Giorgio Napolitano, vi chiedo scusa per quanto qui è successo e che è stato relegato ai margini dei libri di storia»[5].
41. Museo lombrosiano
42. Gli spostati
43. E mo', mi dici che fare!
44. Il treno dei sogni (anche gli incubi lo sono)
45. Il Sud che perse il treno
46. Il popolo che canta
47. L'uomo, il sigaro e il posacenere
48. Fregalismo equo e solidale
49. Il treno per Matera
50. Il dono dei vinti
51. Lo spreco del Sud
52. Chi non mi vuole non mi merita

## Edizioni
- Pino Aprile, Giù al Sud, Edizioni Piemme, 2011,  p. 473, ISBN 978-88-566-1993-5.